# Nova Spivack
Nova Spivack (Boston, 5 de junho de 1969) é um empreendedor americano, investidor de risco e autor. Ele é investidor e CEO do incubador de ciência e tecnologia em estágio inicial, Magical e cofundou o Arch Mission Foundation.
Spivack previamente cofundou o Bottlenose, EarthWeb, Radar Networks, que foi comprado por EVRI, The Daily Dot, e Live Matrix, que foi comprada por OVGuide em dezembro de 2011. Ele investiu em empresas como Klout, que foi comprada pela Lithium, Sensentia, PublishThis, Next IT, e é um parceiro de risco no Rewired. Ele também é um investidor para o EES Ventures, um fundo inical focado em inovação energética, e está no Conselho Administrativo do Common Crawl Foundation.

## Juventude e educação
Nova Spivack nasceu em Boston e cresceu em Watertown, Massachusetts. Ele foi aceito cedo na University of Massachusetts Boston onde estudou enquanto ainda estava no Ensino Médio. Em 1989, ele participou de uma pesquisa de verão no MIT e participou de um estudo sobre técnicas em Computação paralela para pesquisar as teorias do caos e complexidade focadas em Autômatos Celulares. Ele estudou filosofia no Oberlin College com foco em inteligência artificial e Ciência cognitiva, onde formouse com um Bacharel em 1991. Spivack estudou na Universidade Espacial Internacional em 1992. Ele se formou em Ciências da Vida Espacial e também trabalhou no programa do UEI sobre hamanas espaciais. Seus estudos no UEI foram financiados pela NASA e pela ESA . Enquanto estava no UEI, ele também trabalhou no Japão num projeto para construir um sistema internacional de satélites de energia solar. Spivack depois treinou com a Força Aérea Russa em voos parabólicos de gravidade reduzida e voou ao limite do espaço com a Space Adventures em 1999.

## Carreira

### Começo
No final dos anos 80, enquanto estudante universitário, Spivack desenvolveu um software para Kurzweil Computer Products e depois para Thinking Machines. Em 1993, Spivack trabalhou no Individual, Inc., uma empresa de de risco que desenvolvia softwares inteligentes para filtrar novas fontes. Nova Spivack cofundou EarthWeb, um website que provia recursos para desenvolvimento na carreira e informação técnica para profissionais de TI, em 1994. Enquanto estava no EarthWeb, Spivack ajudou os estabelecimentos, incluindo AT&T, Sony, The Metropolitan Museum of Art, BMG Music Club e New York Stock Exchange lançarem suas primeiras operações virtuais em grande escala. EarthWebexecutou com sucesso sua Oferta pública inicial em novembro de 1998. Na época, o lucro de dia inicial do EarthWeb esteve entre um dos maiores da história do NASDAQ e ajudou a recapturar o interesse diminuido dos investidores em novas ofertas de ações de empresas baseadas na Internet. O conteúdo de negócios da WarthWeb foi comprado pela Internet.com em 2000. Dice.com, propriedade da EarthWeb, continuou como uma empresa a parte até ser comprada por, aproximadamente, US$200 em 2005, seguida por uma oferta pública inicial na NASDAQ em 2007.

### 2000-2009
De 1999-2000, Spivack ajudou a co-fundar e construir o nVention Convergence Ventures, um incubador de propriedade intelectual do SRI International e Sarnoff Laboratories. Enquanto consultava para o nVention, Spivack fundou duas empresas próprias: Lucid Ventures, uma incubadora de empresas, em 2001, e uma empresa de tecnologia, Radar Networks, em 2003. Tadar Networks inventou tecnologias baseadas em padrões da Web Semantica que a empresa também licenciou ao CALO, um projeto do SRI fundado pela DARPA. Spivack conseguiu o financiamento externo inicial para o Radar Networks em Abril de 2006.
Radar Networks apresentou seu primeiro produtor comercial, Twine, uma ferramenta de Web Semântica para armazenamento de informação, autoração e descoberta, em 2008. Twine foi comprada por Evri, uma empresa financiada por Paul Allen, em março de 2010.
Em 2009, Spivack tornou-se o primeiro investidor do Klout.com, um website e app móvel que mede a influência social.

### 2010-atualmente
Spivack e Sanjay Reddy lançaram o Live Matrix, que visava prover um guia unificado online de todos os conteúdos e eventos que estavam programados a ocorrer na Internet. Live Matrix foi comprada pela OVGuide em dezembro de 2011.
Bottlenose, um empreendimento de inteligência de tendência localizado em Los Angeles co-fundado por Spicack que analisa a mídia social e dados de negócios para detectar tendências para marcas, foi lançado do modo "stealth" em abril de 2011. Spivack cofundou a empresa em 2010 com Dominiek ter Heide. Bottlenose provê softwares que descobre tendências emergentes em fluxos de dados de alto volume tais como na mídia social; TV e rádio; e dados corporativos em tempo real, como fluxos financeiros e de TI.
The Daily Dot, um jornal online cofundado por Spivack que cobre notícias e tendências em comunidades da Internet, foi lançado em agosto de 2011. Spivack serve como um doador para o Commercial Spaceflight Federation. Ele também é membro do Conselho de Educação e Conscientização do For All Moonkind, Inc. uma organização não lucrativa dedicada ao desenvolvimento do quadro jurídico necessário para gerenciar e proteger o patrimônio cultural humano no espaço.
Em 2015, Spivack cofundou o Arch Mission Foundation, uma organização não lucrativa criada para espalhar o conhecimento através do Sistema Solar. Através do Arch Mission Foundation, Spivack curou a primeira biblioteca espacial permanente, que contém a Trilogia Fundação de Issac Asimov armazenada num disco de quartzo abordo do Tesla Roadster que foi lançado ao espaço pelo Falcon Heavy da SpaceX em 2018. Spivack é também fundador e CEO do Magical Corporation, um estúdio de ciência e tecnologia.

## Autoria
Spivack é considerado um pioneiro em tecnologia da web semântica. Spivack tem autoria de, aproximadamente, 100 patentes garantidas e em espera. Ele escreve sobre o futuro da Internet e tópicos sobre pesquisa, mídia social, personalização, filtragem de informação, empreendimento e tecnologias da Web com suas aplicações. Spivack tem sido entrevistado pelo TechCrunch, Live Science, Space.com e outras publicações sobre o desenvolvimento de dispositivos de armazenamento de dados para uso em missões espaciais e a preservação da civilização terrestre.

## Vida pessoal
Nova Spivack é neto do teórico de gerenciamento Peter F. Drucker. Ele é casado com Kimberly Rubin-Spivack. Seus pais são a poeta Kathleen Spivack e o inventor Mayer Spivack.
- Este artigo foi inicialmente traduzido, total ou parcialmente, do artigo da Wikipédia em inglês cujo título é «Nova Spivack».